# 올리비아 더용
올리비아 더용(영어: Olivia DeJonge, 1998년 4월 30일 ~ )은 오스트레일리아의 배우이다.

## 출연 작품
- 더 비지트 (2015) - 베카 역
- 베러 와치 아웃 (2017) - 애슐리 역
- 엘비스 (2022) - 프리실라 프레슬리 역